# Boettcheria mundelli
Boettcheria mundelli är en tvåvingeart som beskrevs av Blanchard 1939. Boettcheria mundelli ingår i släktet Boettcheria och familjen köttflugor. Inga underarter finns listade i Catalogue of Life.